# ربکه
ربکه (به آلمانی: Räbke) یک شهر در آلمان است که در هلمشتدت واقع شده‌است. ربکه ۶۹۵ نفر جمعیت دارد.